# Bundestagswahl 1953
- SPD: 162
- BHE: 27
- DZP: 3
- CDU/CSU: 249
- FDP: 53
- DP: 15

- Regierung: 344
- Opposition: 165

Die Bundestagswahl 1953 fand am 6. September 1953 statt. Bei der Wahl zum 2. Deutschen Bundestag stellten sich die im 1. Bundestag vertretenen Parteien bzw. zahlreiche der Bundestagsabgeordneten erstmals der Wiederwahl, darunter der CDU-Abgeordnete und Bundeskanzler Konrad Adenauer, der seit 1949 mit seinem Kabinett Adenauer I (Koalition aus CDU/CSU, FDP und DP) regiert hatte.

## Hintergründe

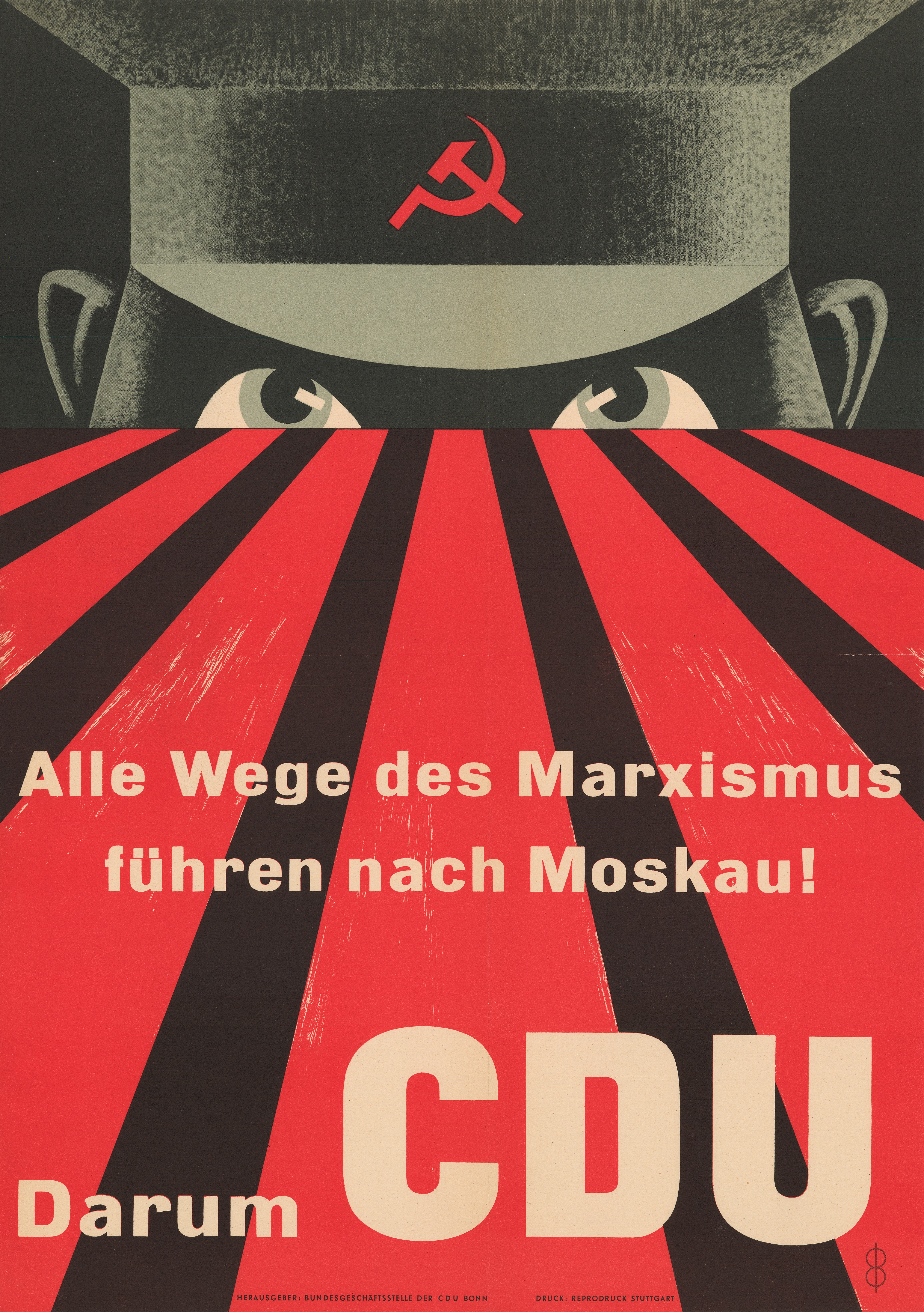
Wahlplakat der CDU mit dem Slogan „Alle Wege des Marxismus führen nach Moskau“

Als Kanzlerkandidat der SPD trat erstmals Erich Ollenhauer an. Er war nach dem Tod von Kurt Schumacher im August 1952 Partei- und Fraktionsvorsitzender geworden. Die SPD erhielt 28,8 Prozent der abgegebenen Stimmen (nach 29,2 % 1949).
Die Wahlbeteiligung betrug 86,0 %.
Die Unionsparteien erhielten 45,2 Prozent der abgegebenen Stimmen (nach 31,0 Prozent im Jahre 1949) und bildeten die nun deutlich stärkste Fraktion.
Adenauer brauchte für eine Mehrheit der Sitze nur einen Koalitionspartner. Dennoch setzte er die seit 1949 amtierende Koalition mit FDP und DP fort und erweiterte sie noch um den BHE. Damit verfügte die Regierung über eine Zwei-Drittel-Mehrheit.
Anders als bei der Bundestagswahl 1949, bei der es genügt hatte, in einem einzigen Bundesland 5 % der Stimmen zu erzielen, galt die Fünf-Prozent-Hürde nun bundesweit. Auswirkungen hatte diese Neuregelung lediglich für die Bayernpartei, die in ihrem Stammland zwar 9,2 % der Stimmen, bundesweit aber nur 1,7 % erzielte und daher im Bundestag nicht mehr vertreten war. Nach der Grundmandatsklausel, wie sie 1953 galt, musste eine Partei mindestens einen Wahlkreis direkt gewinnen, um nicht der Fünf-Prozent-Klausel zu unterliegen. Seit der Bundestagswahl 1957 beträgt die Zahl der zu gewinnenden Wahlkreise drei.
Die Zweitstimme wurde zur Bundestagswahl 1953 eingeführt (Bundeswahlgesetz vom 25. Juni 1953).
129 der 487 Abgeordneten waren laut Unterlagen des Berlin Document Center ehemalige Mitglieder der NSDAP.

## Amtliches Endergebnis
| Listen                       | Listen                                                                       | Erststimmen | Erststimmen | Erststimmen | Zweitstimmen | Zweitstimmen | Zweitstimmen | Mandate | Mandate | Berliner Abg. |
| Listen                       | Listen                                                                       | Stimmen     | %           | Mandate     | Stimmen      | %            | Mandate      | Anzahl  | +/-     | Berliner Abg. |
| ---------------------------- | ---------------------------------------------------------------------------- | ----------- | ----------- | ----------- | ------------ | ------------ | ------------ | ------- | ------- | ------------- |
|                              | Christlich Demokratische Union Deutschlands (CDU)                            | 9.577.659   | 34,8        | 130         | 10.016.594   | 36,4         | 61           | 191     | +76     | 6             |
|                              | Sozialdemokratische Partei Deutschlands (SPD)                                | 8.131.257   | 29,5        | 45          | 7.944.943    | 28,8         | 106          | 151     | +20     | 11            |
|                              | Freie Demokratische Partei (FDP)                                             | 2.967.566   | 10,8        | 14          | 2.629.163    | 9,5          | 34           | 48      | –4      | 5             |
|                              | Christlich-Soziale Union in Bayern (CSU)                                     | 2.450.286   | 8,9         | 42          | 2.427.387    | 8,8          | 10           | 52      | +28     | –             |
|                              | Gesamtdeutscher Block/Bund der Heimatvertriebenen und Entrechteten (GB/BHE)1 | 1.613.215   | 5,9         | –           | 1.616.953    | 5,9          | 27           | 27      | +15     | –             |
|                              | Deutsche Partei (DP)                                                         | 1.073.031   | 3,9         | 10          | 896.128      | 3,3          | 5            | 15      | –2      | –             |
|                              | Kommunistische Partei Deutschlands (KPD)                                     | 611.317     | 2,2         | –           | 607.860      | 2,2          | –            | –       | –15     | –             |
|                              | Bayernpartei (BP)                                                            | 399.070     | 1,5         | –           | 465.641      | 1,7          | –            | –       | –17     | –             |
|                              | Gesamtdeutsche Volkspartei (GVP)                                             | 286.465     | 1,0         | –           | 318.475      | 1,2          | –            | –       | –       | –             |
|                              | Deutsche Reichspartei (DRP)                                                  | 204.725     | 0,7         | –           | 295.739      | 1,1          | –            | –       | –5      | –             |
|                              | Deutsche Zentrumspartei (Zentrum)                                            | 55.835      | 0,2         | 1           | 217.078      | 0,8          | 2            | 3       | –7      | –             |
|                              | Dachverband der Nationalen Sammlung (DNS)                                    | 78.356      | 0,3         | –           | 70.726       | 0,3          | –            | –       | –       | –             |
|                              | Südschleswigscher Wählerverband (SSW)                                        | 44.339      | 0,2         | –           | 44.585       | 0,2          | –            | –       | –1      | –             |
|                              | Schleswig-Holsteinische Landespartei (SHLP)                                  | 6.269       | 0,0         | –           | –            | –            | –            | –       | –       | –             |
|                              | Vaterländische Union (VU)                                                    | 2.531       | 0,0         | –           | –            | –            | –            | –       | –       | –             |
|                              | Partei der guten Deutschen (PdgD)                                            | 654         | 0,0         | –           | –            | –            | –            | –       | –       | –             |
|                              | Wählergruppen/Einzelbewerber                                                 | 17.185      | 0,1         | –           | –            | –            | –            | –       | –3      | –             |
| Gesamt                       | Gesamt                                                                       | 27.519.760  | 100         | 242         | 27.551.272   | 100          | 245          | 487     | +85     | 22            |
|                              |                                                                              |             |             |             |              |              |              |         |         |               |
| Ungültige Stimmen            | Ungültige Stimmen                                                            | 959.790     | 3,4         |             | 928.278      | 3,3          |              |         |         |               |
| Wähler                       | Wähler                                                                       | 28.479.550  | 86,0        |             | 28.479.550   | 86,0         |              |         |         |               |
| Wahlberechtigte              | Wahlberechtigte                                                              | 33.120.940  |             |             | 33.120.940   |              |              |         |         |               |
|                              |                                                                              |             |             |             |              |              |              |         |         |               |
| Quelle: Der Bundeswahlleiter |                                                                              |             |             |             |              |              |              |         |         |               |

- 1: Abgeordnete der WAV
- Überhangmandate: 3, davon 2 CDU und 1 DP.

### Ergebnisse in den Bundesländern

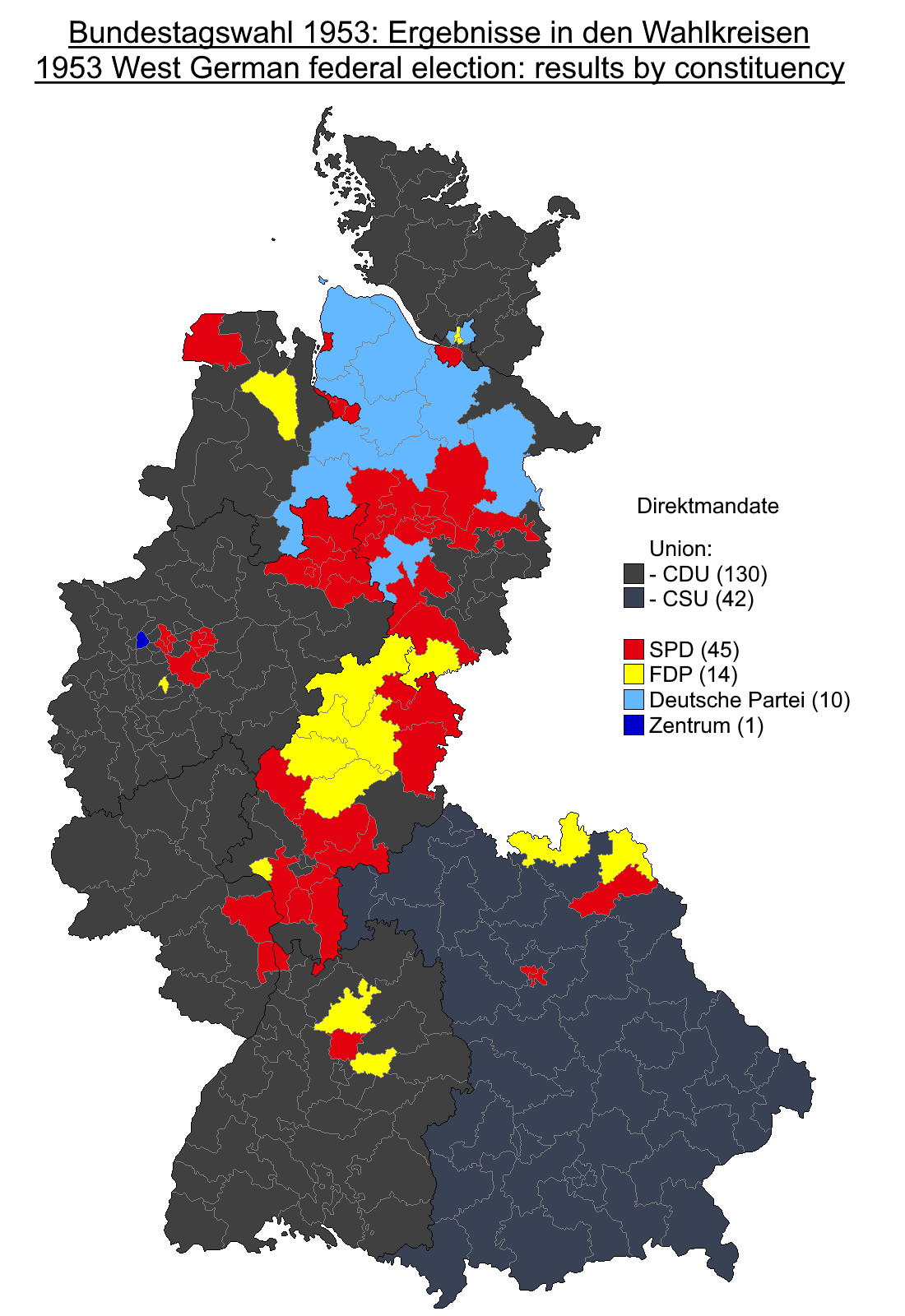
Erststimmenmehrheiten in den Wahlkreisen:
SPD
CDU/CSU
FDP
DP
Zentrum

| Bundesland          | Wahl- berechtigte | Wähler    | Wahl- beteiligung | CDU/CSU | CDU/CSU | SPD  | SPD   | FDP  | FDP   | GB/BHE | GB/BHE | DP   | DP    | KPD  | KPD   |
| Bundesland          | Wahl- berechtigte | Wähler    | Wahl- beteiligung | Erst    | Zweit   | Erst | Zweit | Erst | Zweit | Erst   | Zweit  | Erst | Zweit | Erst | Zweit |
| ------------------- | ----------------- | --------- | ----------------- | ------- | ------- | ---- | ----- | ---- | ----- | ------ | ------ | ---- | ----- | ---- | ----- |
| Baden-Württemberg   | 4.536.755         | 3.710.253 | 81,8              | 51,1    | 52,4    | 23,4 | 23,0  | 13,9 | 12,7  | 05,4   | 05,4   | 01,2 | 01,6  | 2,3  | 2,3   |
| Bayern              | 6.134.820         | 5.263.817 | 85,8              | 48,3    | 47,8    | 23,9 | 23,3  | 07,3 | 06,2  | 08,2   | 08,2   | 00,7 | 00,9  | 1,6  | 1,6   |
| Bremen              | 0.420.958         | 0.367.920 | 87,4              | 23,8    | 24,8    | 39,4 | 39,0  | 07,8 | 07,5  | 03,1   | 03,3   | 17,8 | 17,0  | 3,9  | 3,9   |
| Hamburg             | 1.241.880         | 1.085.279 | 87,4              | 20,6    | 36,7    | 39,8 | 38,1  | 17,8 | 10,3  | 03,0   | 02,5   | 11,5 | 05,9  | 3,9  | 3,8   |
| Hessen              | 3.081.783         | 2.672.103 | 86,7              | 29,5    | 33,2    | 34,5 | 33,7  | 23,7 | 19,7  | 06,0   | 06,4   | 02,1 | 02,8  | 2,5  | 2,5   |
| Niedersachsen       | 4.388.818         | 3.894.742 | 88,7              | 28,0    | 35,2    | 31,0 | 30,1  | 08,2 | 06,9  | 11,5   | 10,8   | 16,5 | 11,9  | 1,1  | 1,1   |
| Nordrhein-Westfalen | 9.599.109         | 8.250.961 | 86,0              | 50,5    | 48,9    | 32,6 | 31,9  | 08,5 | 08,5  | 02,5   | 02,7   | 00,9 | 01,0  | 2,8  | 2,9   |
| Rheinland-Pfalz     | 2.143.337         | 1.842.707 | 86,0              | 52,5    | 52,1    | 28,0 | 27,2  | 12,9 | 12,1  | 01,5   | 01,5   | 01,3 | 01,1  | 2,4  | 2,3   |
| Schleswig-Holstein  | 1.573.480         | 1.391.768 | 88,5              | 49,2    | 47,1    | 26,7 | 26,5  | 03,8 | 04,5  | 10,8   | 11,6   | 03,3 | 04,0  | 1,2  | 1,2   |

## Kleinere Parteien
Unter den restlichen Parteien, die Mandate gewannen, befanden sich der GB/BHE, der mit 5,9 % und 27 Abgeordneten in Fraktionsstärke in den Bundestag einzog, und die Deutsche Partei (DP), die 3,3 % der Stimmen erhielt und auf Grund des Gewinns von zehn Wahlkreisen über die Grundmandatsklausel mit 15 Abgeordneten in den Bundestag einzog.
Die restlichen drei Abgeordneten zogen für die Zentrumspartei in den Bundestag ein. Die Partei erhielt zwar nur 0,8 % der Stimmen, konnte aber mit ihrem Kandidaten Johannes Brockmann den Wahlkreis Oberhausen direkt gewinnen und zog daher auch mit Listenkandidaten in den Bundestag ein. Einer der Listen-Abgeordneten war der CDU-Abgeordnete Martin Heix aus Oberhausen, der auf eine Kandidatur in seinem Wahlkreis zugunsten des Zentrums verzichtet hatte und im Gegenzug über die Landesliste des Zentrums gewählt wurde. Er trat auch direkt wieder in die CDU/CSU-Bundestagsfraktion ein.
Alle anderen kandidierenden Parteien scheiterten an der Sperrklausel, bzw. im Falle des davon befreiten SSW an der für einen einzigen Sitz nötigen Stimmenzahl.

## Regierungsbildung
| Mögliche Koalitionen | Sitze |
| -------------------- | ----- |
| Zweidrittelmehrheit  | 325   |
| Union, SPD           | 411   |
| Union, FDP, BHE, DP  | 344   |
| Absolute Mehrheit    | 244   |
| Union, FDP           | 302   |
| Union, DP            | 264   |

Obwohl Adenauer rechnerisch auch alleine mit der FDP oder der DP hätte weiter regieren können, erweiterte er seine Koalition sogar noch um den BHE und hatte damit eine Zweidrittelmehrheit.